# Sapium macrocarpum
Sapium macrocarpum es una especie que pertenece a la familia Euphorbiaceae. Algunos de los nombres comunes  de Amate prieto, Hincha huevos, Palo lechón, Mataiza, Amantillo, Chileamate, Chonte, Hierba de la flecha, Higuerillo bravo, Lechón, Mataise, Venenillo.[cita requerida]

## Descripción
Este árbol mide de 8–35 m de alto. Sus hojas miden de 4–15 cm de largo y 1,5–4,5 cm de ancho, acuminadas en el ápice; los pecíolos miden 1–4 cm de largo, presenta glándulas apicales apareadas, cilíndricas, miden ca 1 mm de largo, las estípulas tiene forma deltoide. Las flores se arreglan en inflorescencias terminales, solitarias, bisexuales, en su mayoría miden de 7–15 cm de largo; presenta de 7-10 flores estaminadas por bráctea, son de color amarillentas, el cáliz mide de 2–2,5 mm de largo, filamentos 2–2,5 mm de largo; las flores pistiladas son sésiles, los sépalos miden de 1–3 mm de largo y el estilos 2–3 mm de largo.  Los frutos son cápsula más o menos piriforme, miden de 1,3–2 (–3) cm de ancho, estípite 3–8 mm de largo; las semillas en su mayoría miden de 6–8 mm de largo, capa externa de color blanquecina o rojiza.

## Distribución y hábitat
La especie está restringida a los bosques tropicales restantes del sur de México a Costa Rica. Es común en bosques secos o húmedos, en las zonas pacífica y norcentral a 20–1500 m s. n. m.; floración es de mayo-agosto y los frutos aparecen de junio-noviembre. La distribución reportada en literatura señala los siguientes estados de México: Campeche, Chiapas, Colima, Durango, Guanajuato, Guerrero, Jalisco, Michoacán de Ocampo, Morelos, México, Nayarit, Oaxaca, Puebla, San Luis Potosí,  Sinaloa, Sonora, Tamaulipas, Veracruz de Ignacio de La Llave.

## Estado de conservación
Esta especie tiene una categoría de especie Amenazada (A) según la NOM-059-ECOL-2010.<ref>Norma Oficial Mexicana NOM-059-SEMARNAT-2010